# 만비즈
만비즈(아랍어: منبج, 고대 시리아어: ܡܒܘܓ [mabbug])는 시리아 북부의 도시이며, 알레포 주에 속해 있다. 유프라테스강에서 서쪽으로 30km 지점에 있으며, 터키 국경에서 차량으로 30분 거리이다. 주민 대부분은 수니파 이슬람교도 아랍인, 쿠르드인, 체르케스인이다. 2016년 8월, 시리아 민주군(SDF)이 IS로부터 도시를 해방하여 사실상 로자바 샤바 주의 주도가 되었다.

## 역사
시리아 내전 기간 중, 2012년 7월 20일 현지 반군에 의해 점령되어 그들에 의한 행정이 이루어졌고, 12월에 지역 선거가 있었다.

### IS에 의한 점령
2014년 1월 이라크 레반트 이슬람 국가(IS)에 점령되었다. 2015년 현재 만비즈에는 영국 국적을 가진 IS 대원들이 100명이 살고 있으며, 그 외 독일, 프랑스, 사우디아라비아, 알제리 등 30개 국적의 IS 대원들이 특별대우를 받으며 살고 있는데, 국제연합군의 공습으로부터 안전하기 때문이다. 2016년 6월 시리아 민주군(SDF)이 만비즈를 IS로부터 해방하려는 군사작전을 시작하였다. 6월 8일, SDF가 만비즈를 완전 포위하였다. 격렬한 전투가 이어진 끝에 8월 12일, 73일만에 SDF가 만비즈를 완전 해방시켰다.

## 기후
| Manbij의 기후                                                                                | Manbij의 기후 | Manbij의 기후 | Manbij의 기후 | Manbij의 기후 | Manbij의 기후 | Manbij의 기후 | Manbij의 기후 | Manbij의 기후 | Manbij의 기후 | Manbij의 기후 | Manbij의 기후 | Manbij의 기후 | Manbij의 기후 |
| 월                                                                                           | 1월           | 2월           | 3월           | 4월           | 5월           | 6월           | 7월           | 8월           | 9월           | 10월          | 11월          | 12월          | 연간          |
| -------------------------------------------------------------------------------------------- | ------------- | ------------- | ------------- | ------------- | ------------- | ------------- | ------------- | ------------- | ------------- | ------------- | ------------- | ------------- | ------------- |
| 일평균 최고 기온 °C (°F)                                                                     | 7.9 (46.2)    | 10.5 (50.9)   | 15.6 (60.1)   | 23.4 (74.1)   | 28.3 (82.9)   | 34.3 (93.7)   | 37.7 (99.9)   | 38.1 (100.6)  | 33.2 (91.8)   | 26.3 (79.3)   | 15.3 (59.5)   | 9.1 (48.4)    | 23.3 (73.9)   |
| 일평균 최저 기온 °C (°F)                                                                     | −1.2 (29.8)   | −0.6 (30.9)   | 4.3 (39.7)    | 7.2 (45.0)    | 12.5 (54.5)   | 15.1 (59.2)   | 19.9 (67.8)   | 20.9 (69.6)   | 16.3 (61.3)   | 12.4 (54.3)   | 6.4 (43.5)    | −0.5 (31.1)   | 9.4 (48.9)    |
| 평균 강수량 mm (인치)                                                                        | 69 (2.7)      | 54 (2.1)      | 38 (1.5)      | 28 (1.1)      | 8 (0.3)       | 3 (0.1)       | 0 (0)         | 0 (0)         | 3 (0.1)       | 25 (1.0)      | 36 (1.4)      | 58 (2.3)      | 322 (12.6)    |
| 평균 강우일수                                                                                | 10            | 6             | 4             | 4             | 3             | 1             | 0             | 0             | 1             | 3             | 5             | 9             | 46            |
| 평균 강설일수                                                                                | 2.5           | 1.5           | 0             | 0             | 0             | 0             | 0             | 0             | 0             | 0             | 0             | 2             | 6             |
| 평균 상대 습도 (%)                                                                           | 71            | 63            | 56            | 52            | 38            | 36            | 31            | 31            | 39            | 43            | 51            | 70            | 48            |
| 출처: Weather Online, Weather Base, BBC Weather and My Weather 2, retrieved 10 November 2012 |               |               |               |               |               |               |               |               |               |               |               |               |               |